# Вулиця Туристів
Ву́лиця Туристів — вулиця в Умані, головна в місцевості Турок.

## Розташування
Починається від вулиці Садової біля дитячої поліклініки. Простягається на південний схід до вулиці Челюскінців.

## Опис
Вулиця неширока, спочатку по 1 смузі руху в кожен бік, після перетину з вулицею Григорія Косинки складається всього з однієї смуги. На своєму протязі робить декілька плавних вигинів.

## Історія
Вулиця до 5 серпня 2022 року була названа на честь російського письменника Олександра Пушкіна. Була перейменована в рамках кампанії деколонізації, що активізувалася після початку широкомасштабного російського воєнного вторгнення в Україну.

## Будівлі
Вулиця є центром паломництва брацлавських хасидів, тут розташовані єврейська синагога та готель «Шаарей Ціон».
№ 27-А - Hotel Shaarei Zion.
№ 60 - Orot Hotel.

## Галерея

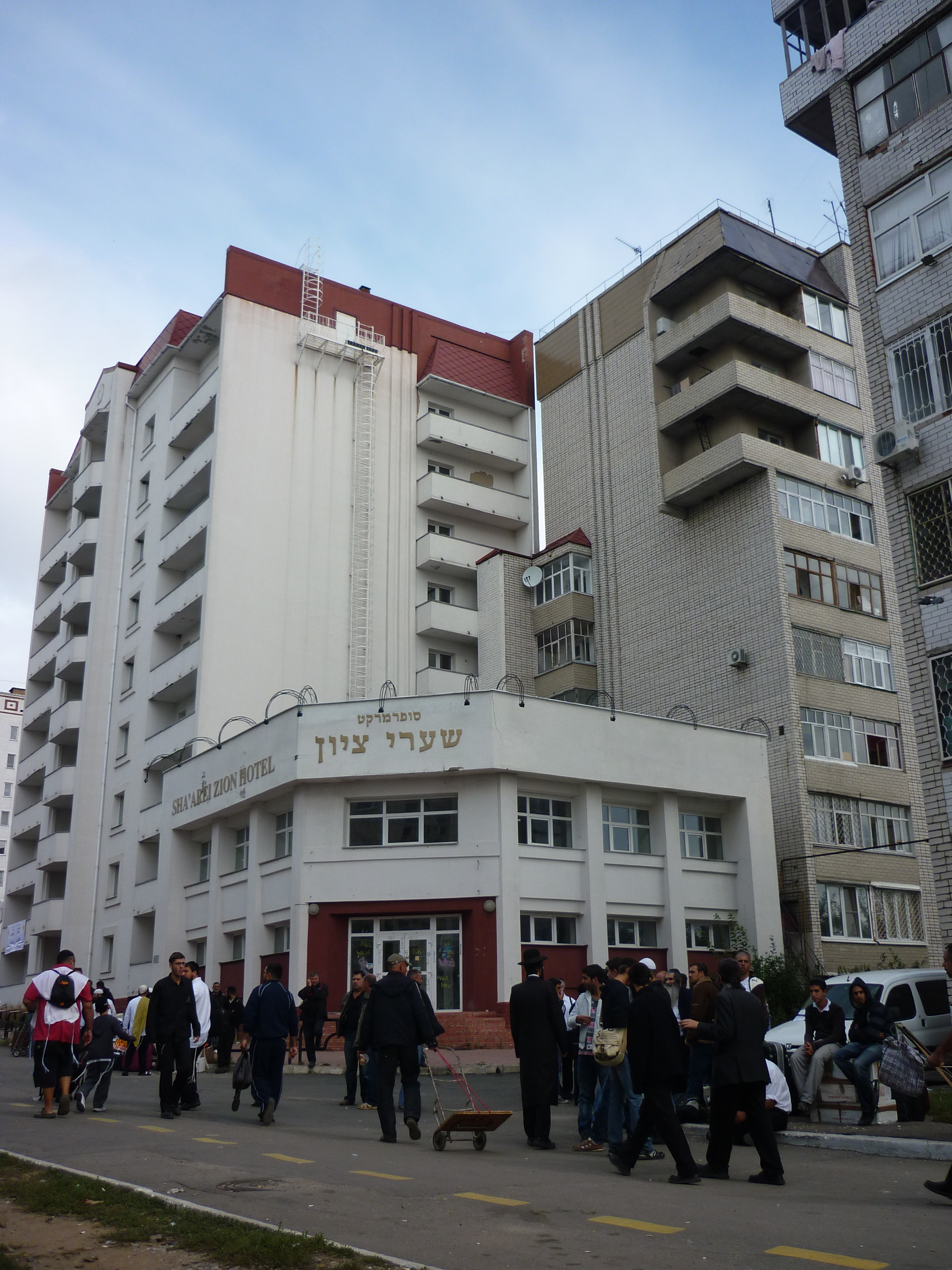
Готель "Шаарей Ціон"
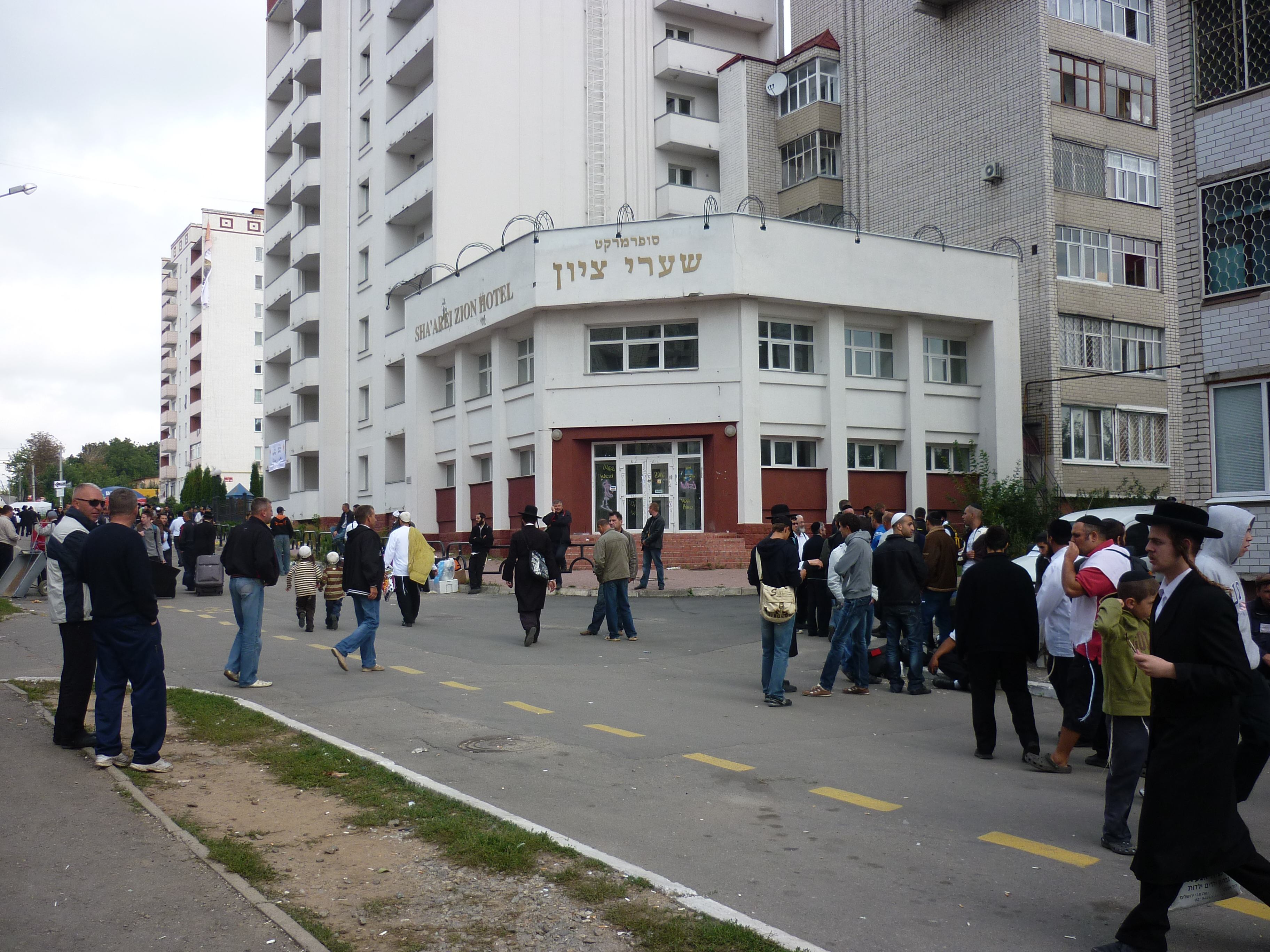
Хасиди-паломники (2010)
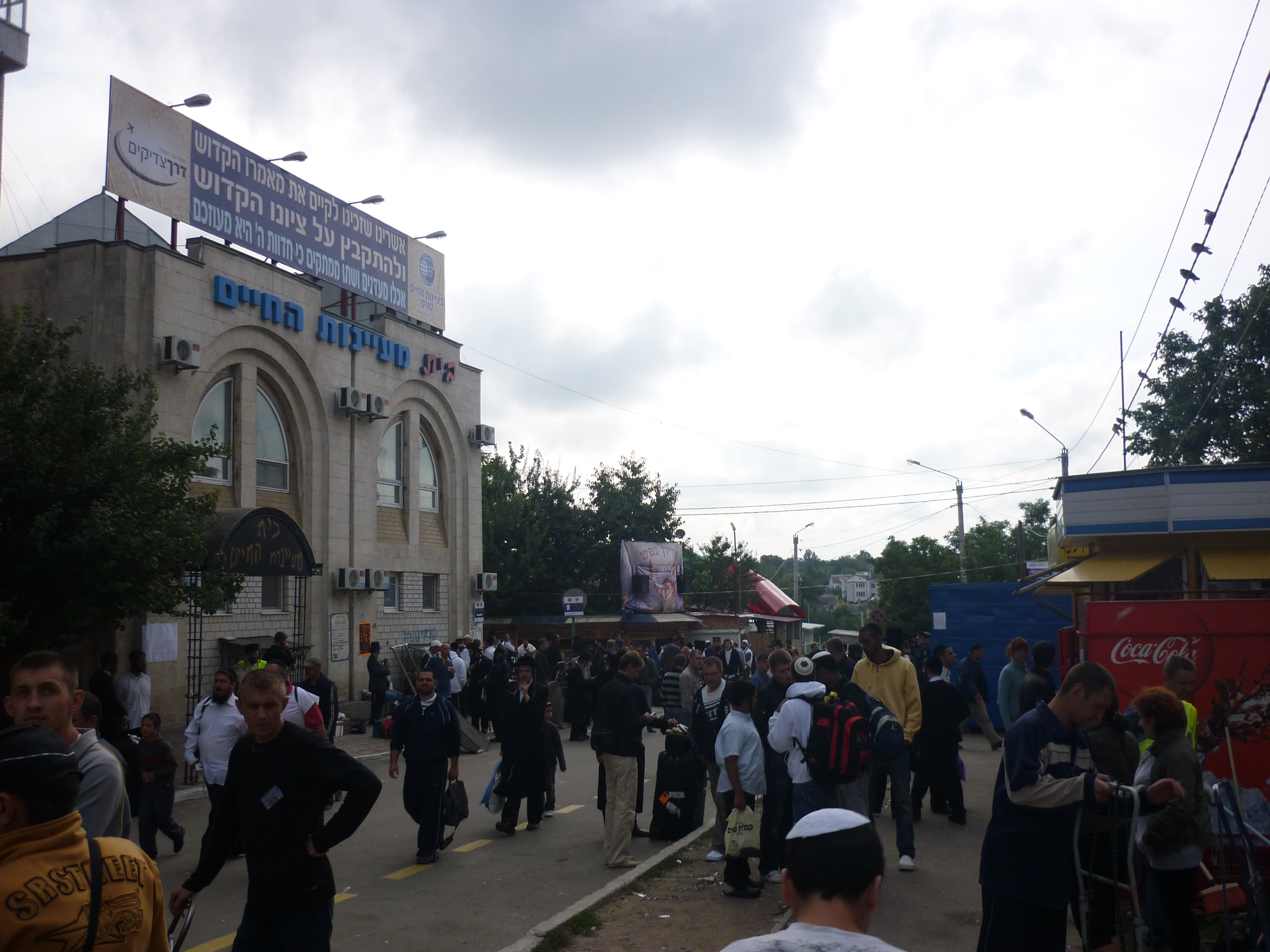
Хасиди-паломники (2010)